# Céline Zins
Pour les articles homonymes, voir Zins.
Céline Zins, née le 25 décembre 1937 à Paris et morte le 21 novembre 2024 dans la même ville, est une poétesse et traductrice française. Elle fut également l'épouse du psychanalyste et écrivain Marc Nacht.

## Biographie
Céline Zins traduit en français des œuvres de langue anglaise (Ernest Hemingway, Joyce Carol Oates, Paul West, Philip Roth, Truman Capote, John Millington Synge, Donald Barthelme, Robert Creeley, William Faulkner) et espagnole (Carlos Fuentes, Juan Goytisolo, Pedro Calderón de la Barca). Le roman d'Oscar Lewis Les Enfants de Sanchez traduit de l'anglais par Céline Zins a obtenu le Prix du Meilleur livre étranger en 1963. En 1990, elle a reçu le prix Halpérine-Kaminsky.

## Œuvres

### Poésie
- Éclipses, encres de Jean de Gaspary, Voix d'encre, 2008  (ISBN 978-2-35128-043-0)
- L'Arbre et la Glycine, Gallimard, 1991  (ISBN 2-07-072447-6)
- Adamah, Gallimard, 1988  (ISBN 2-07-071256-7)
- Par l'alphabet du noir, C. Bourgois, 1979  (ISBN 2-267-00168-3)

### Traductions
- Donald Barthelme, Pratiques innomables, Gallimard
- Donald Barthelme, Blanche-Neige, Gallimard
- Alan Burns, L'Europe après la pluie, Gallimard
- Pedro Calderón de la Barca, La Vie est un songe, Gallimard
- Driss ben Hamed Charhadi, Une vie pleine de trous, Gallimard
- Julio Cortázar, Le Tour du jour en quatre-vingt mondes, Gallimard
- Robert Creeley, L'Insulaire, Gallimard
- Carlos Fuentes, Anniversaire, Gallimard
- Carlos Fuentes, Le Bonheur des familles, Gallimard
- Carlos Fuentes, En inquiétante compagnie, Gallimard
- Carlos Fuentes, Le Siège de l'aigle, Gallimard
- Carlos Fuentes, Les Deux rives, Gallimard
- Carlos Fuentes, Territoires du temps, Gallimard
- Carlos Fuentes, Le Borgne est roi, Gallimard
- Carlos Fuentes, L'instinct d'Inez, Gallimard
- Carlos Fuentes, Les Années avec Laura Díaz, Gallimard
- Carlos Fuentes, Le Fils du conquistador, Gallimard
- Carlos Fuentes, La Frontière de verre, Gallimard
- Carlos Fuentes, Diane ou la chasseresse solitaire, Gallimard
- Carlos Fuentes, Géographie du roman, Gallimard
- Carlos Fuentes, L'Oranger, Gallimard
- Carlos Fuentes, Christophe et son œuf, Gallimard
- Carlos Fuentes, Constancia et autres histoires pour vierges, Gallimard
- Carlos Fuentes, Le Vieux gringo, Gallimard
- Carlos Fuentes, Terra Nostra, Gallimard
- Carlos Fuentes, Une certaine parenté, Gallimard
- Carlos Fuentes, Des orchidées au clair de lune, Gallimard
- Carlos Fuentes, Les Eaux brûlées, Gallimard
- Carlos Fuentes, Cérémonie de l'aube, Gallimard
- Carlos Fuentes, Peau neuve, Gallimard
- Carlos Fuentes, Carlos Fuentes Lemus, Portraits dans le temps, Gallimard
- Juan Goytisolo, Barzakh, Gallimard
- Raj Kamal Jha, Le Couvre-lit bleu, Gallimard
- Oscar Lewis, Les Enfants de Sànchez, Gallimard
- Oscar Lewis, Une mort dans la famille Sànchez, Gallimard
- Oscar Lewis, Pedro Martinez, Gallimard
- John Millington Synge, Deirdre des douleurs suivi de Les Noces du ferblantier, Gallimard
- Philip Roth, Goodbye, Columbus, Gallimard
- Paul West, Un accident miraculeux, Gallimard
- Douglas Woolf, D'un mur à l'autre, Gallimard
- Laurence Wylie, Un village du Vaucluse, Gallimard